# 베케이션 (2015년 영화)
《베케이션》(영어: Vacation)은 2015년 공개된 미국의 코미디 영화이다. 존 휴스 원작의 1980년대 코미디 영화 시리즈 《휴가 대소동》의 소프트 리부트 작품이다. 감독과 각본은 조너선 골드스타인, 존 프랜시스 데일리 콤비가 맡았고, 에드 헬름스, 크리스티나 애플게이트, 스카일러 기손도, 스틸 스테빈스가 주인공 그리즈월드 가족으로 등장한다. 거기에 더해 크리스 헴스워스, 레슬리 맨, 키건마이클 키, 찰리 데이, 마이클 페냐 등 유명인 카메오와, 원작 시리즈의 주인공 체비 체이스와 베벌리 디앤절로가 주인공 가족의 부모 역으로 등장한다.

## 줄거리
항공기 파일럿으로 일하는 시카고 주민 러스티 그리즈월드는 가족들 ― 아내 데비와 큰아들 제임스, 둘째아들 케빈 ― 의 어색한 사이를 풀려고 고민한다. 이웃 피터슨 가족이 파리에 놀러갔다고 자랑하는 것을 계기로, 러스티는 이번 휴가 때는 어렸을 적 가족들과 자주 갔던 놀이공원 '월리 월드'에 직접 차를 타고 가자고 선언한다.
여행 도중 가족은 이곳저곳을 들른다. 첫 번째로 들른 테네시주 멤피스는 데비의 모교가 있는 곳이었다. 마침 학교에서는 '트라이파이'라는, 맥주 원샷하고 장애물 넘기 경주 행사를 하고 있었다. 그런데 행사 멤버인 학생이 데비를 알아보는데, 사실 그 경주를 만든 것이 데비이며 지금과는 달리 대학생 시절에는 아주 문란하고 막나갔다는 것이 밝혀진다. 데비는 자리를 피하려고 했으나 학생이 은근히 도발하자 식식대며 경주에 참여한다. 그러나 멋지게 완주하기는커녕 술을 다 토해버리고 장애물에 처박는 추태만 보이며 도망친다. 그날 밤, 가족은 모텔에서 묵게 된다. 제임스는 노천탕에서 기타를 치다가 고속도로에서 만났던 '어디나'라는 여자아이와 친해지게 되는데, 그러나 러스티가 바람잡이를 하겠다고 나선 것이 변태로 오해를 사서 안 좋게 끝난다.
다음날 아칸소주를 지나면서 가족은 지역 온천에 들르기로 한다. 그런데 들어가려는 차들로 장사진이 이루어져 있자, 러스티는 지나가던 청년에게 물어보아 지름길로 들어간다. 그곳에는 사람이 없는 계곡이 있어서 가족은 옷을 벗고 들어간다. 그러나 유황온천이라고 오해했던 그 계곡은 사실 하수처리장이었다. 똥물을 마시고 바르고 했던 가족은 황급히 차로 되돌아 오는데 차에 도둑이 들어 제임스의 기타를 포함한 물건들과 옷가지를 다 도둑맞고 낙서까지 당했다. 텍사스주에 러스티의 여동생 부부가 살고 있었으므로 가족은 그곳으로 가서 하룻밤을 묵게 된다. 러스티의 매제 스톤은 부유한데다 잘생긴 마초남으로, 대놓고 데비에게 추파를 던지고 근육질 몸매와 길다란 페니스로 데비를 유혹했으므로 러스티의 짜증을 불러일으킨다. 다음날 러스티는 스톤과 바이크를 타다가 그만 소를 치어서 죽여버린다.
처남 부부의 집을 떠난 다음에는 애리조나주에 묵게 된다. 그날 밤 러스티는 데비를 꼬드겨 아무도 없는 포 코너스의 조형물 앞에서 야외섹스를 하러 나가는데, 뒤엉키고 보니 그곳은 이미 줄을 선 다른 커플들로 바글바글했다. 네 개 주에서 경찰이 들이닥치자 부부는 황급히 줄행랑을 친다. 한편 제임스는 다시 어디나와 만나서 대화를 하다가, 동생 케빈의 괴롭힘을 당하는 망신스러운 모습을 보인다. 처음에는 주저했으나, 어디나의 격려를 받고 동생을 때려눕힘으로써 굴복시키는 데 성공한다.
다시 길을 떠나지만 그랜드캐니언에서 래프팅을 하다가 약혼자에게 파혼당한 가이드 때문에 죽을 뻔하고, 차가 퍼져 버려 이것저것 스마트키 버튼을 누르다 차를 폭발시켜 버리고 만다. 이 때문에 가족들과 싸우고 뛰어나간 러스티에게 전부터 계속 따라오던 거대 트럭이 덮치는데, 알고 보니 그 트럭은 데비가 잃어버린 약혼 반지를 줍고 돌려주러 온 것이었다. 트럭 운전사의 도움으로 러스티 가족은 샌프란시스코에서 민박을 하고 있는 시댁까지 간다. 러스티는 아버지와 대화하며 여행을 망쳤고 월리 월드는 포기하고 시카고로 돌아가겠다고 하지만, 아버지는 이미 시작한 길 끝까지 가라고 설득한다. 그날 밤 데비가 꾸준히 읽던 책이 소설책이 아니라 부부관계에 관한 책이었음을 발견한 러스티는 아내의 걱정과 사랑을 깨닫고 다시 월리 월드로 향한다.
마침내 도착한 월리 월드지만 타려고 했던 벨로시랩터 열차를 타려면 기나긴 대기 시간을 버텨야 했다. 4시간 넘게 줄을 서 드디어 차례가 왔으나 입장 시간이 지나 버리고, 러스티네 뒤에 있던 가족이 프리패스를 앞세워 새치기를 하며 자리를 뺏길 뻔한다. 그 가족은 일전에 러스티네 항공사를 싸구려라고 무시했던 남자의 가족이었고, 러스티네 가족은 몸싸움을 벌여 격퇴한 뒤 롤러코스터를 즐긴다. 그러나 이번에는 열차가 고장이 나버려 몇 시간 동안 공중에 매달려 있어야 했다.
파란만장했던 여행이 끝나고 가족은 공항에 도착한다. 집으로 가는 줄 알았더니 러스티는 아이들만 집으로 보내고 데비와 둘이서만 파리 여행을 떠나게 된다. 비록 점프시트에다 비행 시간이 12시간이 넘게 걸리기는 하지만 부부는 행복한 시간을 보낸다.

## 등장인물

### 그리즈월드 가족
- 러스티 그리즈월드(에드 헬름스)

항공기 조종사로 일하는 그리즈월드 가족의 가장. 월리 월드 여행을 계획한다.
- 데비 그리즈월드(크리스티나 애플게이트, 에밀리 킨케이드(아역))

러스티의 아내. 결혼 전 이름은 '데비 플레처'로, 대학생 시절에는 '데비 하고싶은거다해(Debbie Do Anything)'라는 별명으로 불렸다.
- 제임스 그리즈월드(스카일러 기손도)

러스티 부부의 큰아들로 소심하고 기타 치기, 일기 쓰기 등 조용한 취미를 갖고 있다.
- 케빈 그리즈월드(스틸 스테빈스)

러스티 부부의 둘째아들로 어린아이답지 않게 입이 거칠다. 남자답지 못한 형을 놀리고 괴롭힌다.

### 친척들과 주변인들
- 오드리 크랜들(레슬리 맨)

러스티의 동생.
- 스톤 크랜들(크리스 헴스워스)

오드리의 남편으로 러스티에게는 매제가 된다. 카우보이 스타일의 보수적인 마초남으로 러스티에게 열등감을 준다.
- 클라크 그리즈월드(체비 체이스)

러스티의 아버지로 원작 시리즈의 주인공이다. 샌프란시스코에 살고 있으며 월리 월드에 갈 것을 포기하려는 러스티를 목적지를 바꾸지 말라고 설득한다.
- 엘런 그리즈월드(베벌리 디앤절로)

러스티의 어머니.
- 잭 피터슨(키건마이클 키)

그리즈월드 가족의 이웃으로 러스티에게 아들과의 친밀한 관계를 과시한다.
- 낸시 피터슨(레지나 홀)

잭 피터슨의 아내로 데비에게 인스타그램에 좋아요를 찍어달라며 압박한다. 특히 파리 여행을 자랑하여 데비에게 바람을 불어 넣는다.

### 기타 인물들
- 채드(찰리 데이)

그랜드캐니언의 래프팅 가이드. 하필 러스티 가족을 안내하기 직전에 약혼자랑 헤어지는 바람에 가족을 위험에 처하게 한다.
- 이선(론 리빙스턴)

러스티네 항공사를 싸구려라고 무시했던 동료 조종사.
- 트럭 기사(노먼 리더스)

곰인형을 앞세우고 그리즈월드 가족을 뒤쫓는 의문의 트럭 운전사.
- 어디나(캐서린 미살)

고속도로에서 제임스와 우연히 눈을 마주친 여자아이로, 이후 제임스와 로맨틱한 분위기를 풍긴다.
- 헤더(엘리자베스 길리스)

데비의 멤피스 대학 후배로 데비가 창시한 '트라이파이' 모임의 멤버. 데비를 우상으로 여긴다.
- 유타주 경찰(팀 하이데커), 콜로라도주 경찰(닉 크롤), 애리조나주 경찰(케이틀린 올슨), 뉴멕시코주 경찰(마이클 페냐)

러스티 부부가 포 코너스에서 섹스하다 마주친 주 보안관들. 야외섹스하는 사람들을 잡으러 온 것이지만 자기들끼리 싸우고 만다.
- 페라리 여자(해나 데이비스 지터)

고속도로에서 러스티에게 추파를 던진 페라리 탄 여자. 결국 끔찍한 최후를 맞이한다.
- 해리(데이비드 클레넌)

러스티의 부조종사로 치매기가 있다.
- 제이크(콜린 행크스)

도입부에서 러스티에게 본의 아닌 추행을 당하게 된 가족의 아버지이다.

## 평가
《베케이션》은 로튼 토마토에서 170명 평론가의 평가로 27%의 낮은 신선도를 얻었다. 총평은 '원작에서 기본적인 스토리를 빌렸으나, 원작의 탁월함, 위트, 감동은 사라졌다. 《베케이션》은 추억팔이에만 치중한 실패작(Borrowing a basic storyline from the film that inspired it but forgetting the charm, wit, and heart, Vacation is yet another nostalgia-driven retread that misses the mark)'이다.
반면 뉴욕 타임스의 닐 겐즐링어(Neil Genzlinger)는 호의적으로 평가하며 특히 (스틸 스테빈스가 연기한) 케빈 캐릭터를 이렇게 칭찬했다. "걸걸한 입담의 이 꼬마는 워너브러더스에게는 손해일지로 모르지만, 영화를 연소자관람가(PG-13)의 동심을 간직한 청불(R-rated) 영화로 돋보이게 한다." 엔터테인먼트 위클리의 크리스 내셔와티(Chris Nashawaty)는 B- 점수를 배기며 "새로운 휴가 대소동 시리즈는 우려한 만큼 나쁘지도, 기대했던 것만큼 좋지도 핞다. 몇몇 장면은 재미있지만 금세 잊힐 만한 수준이다"라고 평했다. 시카고 선타임스의 리처드 로퍼는 '몸개그와 저질 개그에 의존한 멍청한 비호감 캐릭터들로 가득한 재앙 (같은 영화)'라는 악평을 남겼다. 롤링 스톤의 피터 트래버스는 5점 만점의 1.5점을 주며, '히든카드인 크리스 헴스워스의 성기 개그와 레슬리 맨의 케미는 진심으로 웃기다. 나머지는 기존 개그들의 재탕일 뿐이다'라고 평했다.

## 수상 목록
| 연도 | 상                    | 부문          | 수상자                      | 결과 | 출처 |
| ---- | --------------------- | ------------- | --------------------------- | ---- | ---- |
| 2016 | 골든 라즈베리상(36회) | 남우조연상    | 체비 체이스                 | 후보 |      |
| 2016 | MTV 영화상            | 베스트 키스상 | 레슬리 맨 & 크리스 헴스워스 | 후보 |      |

## 기타
- 책임프로듀서: 스티븐 므누친
- 책임프로듀서: 토비 에머리치
- 미술: 베리 로빈슨
- 의상: 데브라 맥과이어